# André Désilles

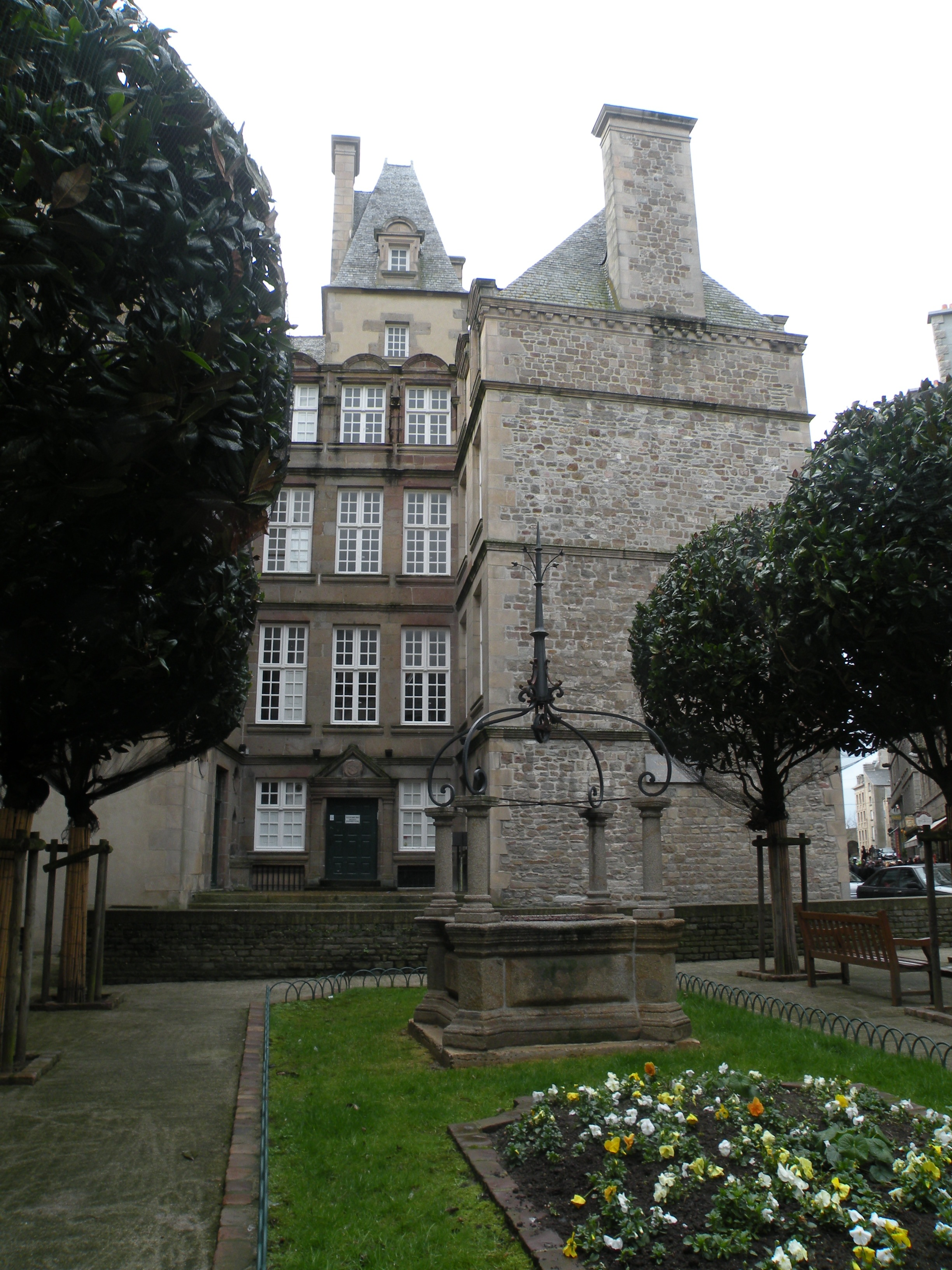
Maison natale d’André Désilles à Saint-Malo.

André Désilles (ou Antoine-Joseph-Marc), né à Saint-Malo (France) le 7 mars 1767, mort à Nancy (France) le 17 octobre 1790, était officier au régiment du Roi-infanterie lors de la mutinerie de ce régiment, du régiment Mestre de Camp Général dragons et du régiment suisse de Châteauvieux, qui constituaient la garnison de Nancy.

## Biographie

### Famille
Issu d'une famille d'armateurs malouins, André Désilles est le fils de Jeanne-Rose Picot de Clorivière (sœur du jésuite Pierre-Joseph de Clorivière ) et de Marc Désilles de Cambernon, trésorier de l'association bretonne et propriétaire de la malouinière de la Fosse-Hingant à Saint-Coulomb. Il a trois sœurs, dont l'une, Angélique Desclos de La Fonchais, sera guillotinée dans l'affaire de la conjuration du marquis de la Rouërie,.

### Affaire de Nancy
En août 1790, officier du régiment du Roi infanterie, il est à Nancy pour préparer ses fiançailles avec Victoire, la fille aînée du baron Ferdinand Fisson du Montet (1748-1801): mais il apprend à son arrivée que son mariage est annulé, la famille de sa fiancée n'ayant pas apprécié la défiance de Désilles vis-à-vis du trône.
Le 31 août, une mutinerie éclate dans le régiment d'infanterie du Roi, le régiment Mestre de Camp Général de cavalerie et le régiment suisse de Châteauvieux. Les mutins, appuyés par trois canons, accusent leurs officiers de détourner leur solde. S'interposant entre les mutins et les troupes du marquis de Bouillé, chargées de rétablir l'ordre, Désilles est atteint de trois balles à la jambe près de la porte Stainville. C'est l'affaire de Nancy. 
L'héroïsme du jeune Désilles émeut toute la France. Le 3 septembre, l'Assemblée nationale, à l'instigation de Mirabeau, le remercie de sa conduite et Louis XVI lui fait remettre la Croix de Saint-Louis. Ses plaies s'étant infectées, il meurt de septicémie le 17 octobre. Son corps est ramené à Saint-Malo et inhumé le 3 novembre. Le 29 janvier 1791, l'Assemblée vote un service en l'honneur du « héros de Nancy ».

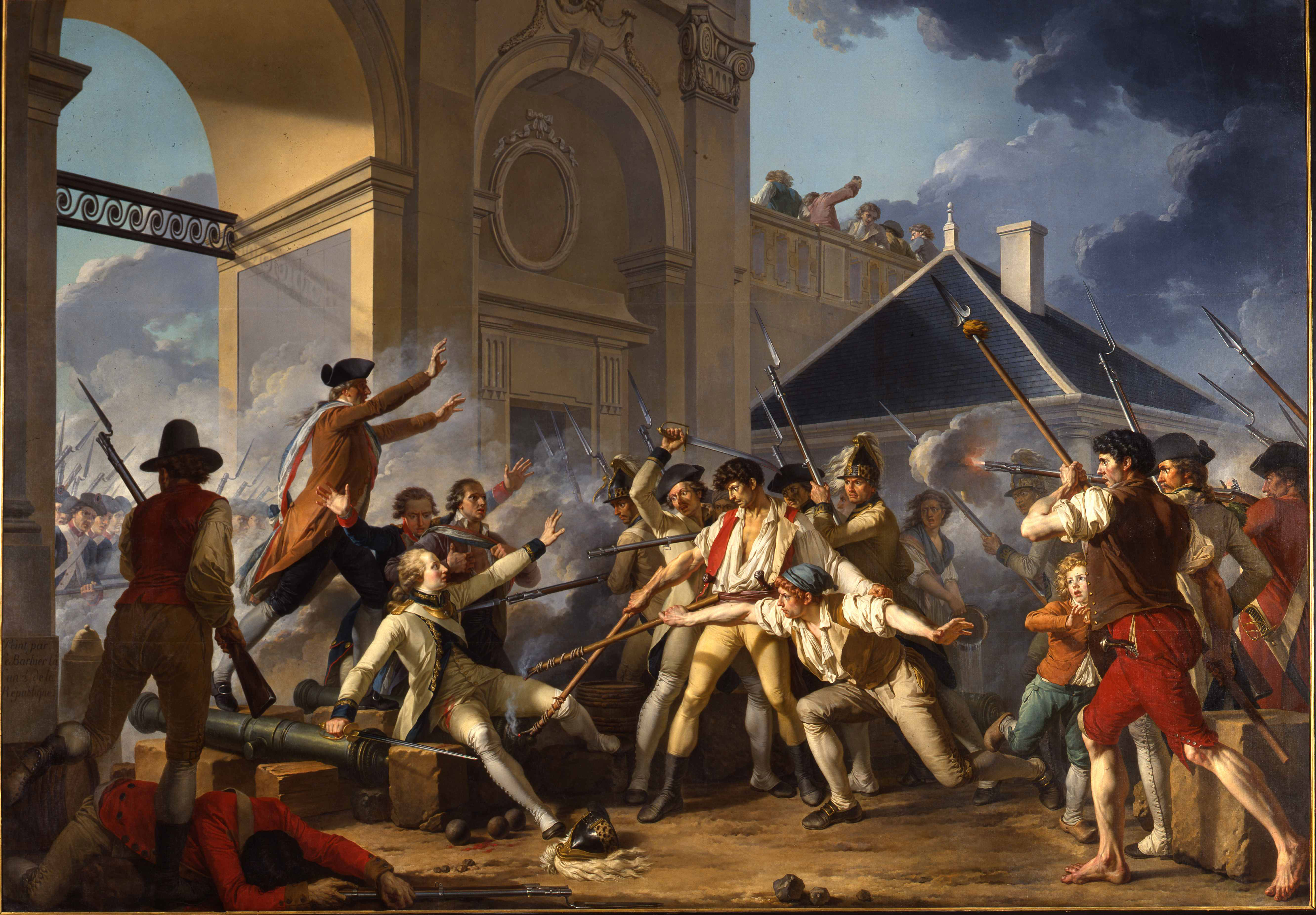
'Le Courage héroïque du jeune Désilles, le 31 août 1790, à l'affaire de Nancy'
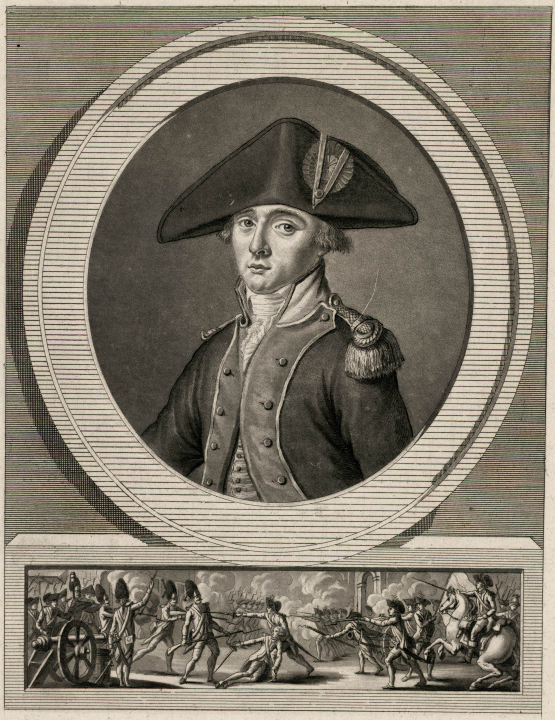
Le Chevalier Désilles

## Hommages
- Une rue André-Désilles existe à Rennes.
- Une rue André-Désilles à Saint-Malo.
- La Porte Désilles à Nancy rappelle cet évènement.
- En 1794, Jean-Jacques Le Barbier réalise le tableau de grand format Le Courage héroïque du jeune Désilles, le 31 août 1790, à l'affaire de Nancy. Il est exposé au musée de la Révolution française.

## Sources
- « André Desilles », in: François Tuloup, De Viris illustribus Urbis macloviensis. La Nouvelle Bretagne, Rennes p. 106-109
- Pierre Le Bastart de Villeneuve, André Désilles : un officier dans la tourmente révolutionnaire, Paris, Nouvelles éditions latines, 1977